# サンライズノヴァ
サンライズノヴァ（欧字名:Sunrise Nova、2014年4月9日 - ）は、日本の競走馬。主な勝ち鞍は2019年のマイルチャンピオンシップ南部杯、2017年のユニコーンステークス、2018年・2020年の武蔵野ステークス、2020年のプロキオンステークス。
馬名の意味は、冠名＋新星。

## 経歴

### 2歳 (2016年)
11月26日、東京ダート1600mの新馬戦に鞍上戸崎圭太で出走。スタートで出遅れたものの鞍上が促して中団まで位置を押し上げると、先行する2頭をゴール手前で差し切って優勝し、単勝オッズ1.5倍の人気に応えた。
松若風馬に乗り替わっての出走となった12月17日の樅の木賞（500万下）では2番人気に推されたが、直線で前との差を詰め切れず、このレースがダート初戦だった同馬主のサンライズソアの3着に敗れた。

### 3歳 (2017年)
この年の初戦として1月5日の500万下競走に出走。先団追走から外を周って直線半ばで先頭に立ち、後続の追走を振り切って優勝した。次走には初の芝となる3月18日の若葉ステークスを選択したが、7番人気での6着に終わった。
ダートに戻った4月2日の伏竜ステークスは1番人気のリゾネーターに4馬身差を付けられ2着、5月21日の鳳雛ステークスはゴール手前で後続に差し切られ4着となった。
その後は再び戸崎を鞍上に迎え、初の重賞挑戦となる6月18日のユニコーンステークスに出走。全日本2歳優駿の勝ち馬リエノテソーロが人気を集める中で2番人気に推されると、直線では大外から豪快に追い込み、2着に4馬身差を付ける快勝で重賞初制覇を飾った。
この勝利もあって次走の7月12日ジャパンダートダービーでは1番人気の支持を受けたが、直線で伸びず6着に敗退。鞍上の戸崎は距離と地方特有の力のいる馬場を敗因に挙げ、以降は主に東京1400 - 1600mの競走を中心に出走することになる。
初の古馬混合戦となった10月9日のグリーンチャンネルカップはスタートで出遅れて最後方からの競馬となったが、直線では大外から前を差し切って優勝した。しかし11月11日の武蔵野ステークスでは手応えがなく12着に大敗、続く12月9日の師走ステークスも2着となり、この年を終える。

### 4歳 (2018年)
1月28日の根岸ステークスから始動、高い府中適性が評価されて1番人気に推された。ハイペースの中で中団に位置を取り、ゴール手前で先頭に抜け出したが、外から追い込んできたノンコノユメとの叩き合いにハナ差で敗れて2着となった。
次走2月18日のフェブラリーステークスでは前年の優勝馬ゴールドドリーム、7連続連対中のテイエムジンソクに次ぐ3番人気となったが、上位3頭から3馬身離された4着に終わった。
その後は4月21日のオアシスステークス、5月26日の欅ステークスと連続して東京の短距離オープン競走に臨み、共に1.8倍の圧倒的な支持を受けたものの先行馬を捉えきれず連続2着。しかし6月9日のアハルテケステークスで差し切り勝ちを収めると、休養を挟んで出走した10月8日のグリーンチャンネルカップでは最後方から直線だけで13頭を差し切って優勝、11月10日の武蔵野ステークスでも最後方から先行勢を差し切り、3連勝で重賞2勝目を飾った。なお、オアシスステークスから武蔵野ステークスまでの5戦（全て東京競馬場）では全レースでメンバー中最速の上がり3ハロンを記録している。
8戦ぶりの東京以外での出走となった12月2日のチャンピオンズカップでも後方からの競馬を選択したが、ルヴァンスレーヴ・サンライズソア・アンジュデジールら先行勢の上位争いには加われず6着に敗れた。

### 5歳 (2019年)
前年に引き続き1月27日の根岸ステークスから始動。1番人気に推されたが、追い出されてからの反応がなく8着に大敗。鞍上の戸崎は「これだけ負けるのは久々」、「はっきりとした敗因が分からない」とコメントした。
続く2月17日のフェブラリーステークスでは6番人気まで人気を落とし、最後は伸びたものの7着に終わった。（詳細は第36回フェブラリーステークスを参照）次走は3歳時のジャパンダートダービー以来の地方戦となる5月29日のさきたま杯に出走したが、前との差を詰められず4着となった。7月7日のプロキオンステークスではマテラスカイがハイペースで引っ張る展開を後方から追走し、直線では後方三番手から一気に追い込んで4着に入線。約2年振りのコンビとなった鞍上の松若は「結構流れが速くて脚がたまりませんでした。それでも最後は地力で来てくれました」とコメントした。
次走には10月14日のマイルチャンピオンシップ南部杯を選択し、鞍上に金沢所属の吉原寛人を迎えて出走。レースでは圧倒的1番人気に推されていたゴールドドリームと並ぶ形で先団の後ろに位置を取ると、3コーナーで外を周って一気に進出して直線半ばで先頭に立ち、最後は内のアルクトスを振り切って優勝。前年の武蔵野ステークス以来11カ月振りの勝利をJpnI初制覇で飾るとともに、鞍上の吉原にとってもこれがJpnI初制覇となった。
その後は連覇を目指し11月9日の武蔵野ステークスに出走したが、GI制覇による別定斤量59kgが影響して伸びを欠き5着に敗れ、この年を終える。

### 6歳 (2020年)
2月23日のフェブラリーステークスで始動。後方待機から4コーナーでは外を回される展開になったものの、最後は伸びを見せて3着に入り、3年連続の同レース参戦で初の馬券圏内となった（詳細は第37回フェブラリーステークスを参照）。
次走は武豊とのコンビで5月5日のかしわ記念に出走。7頭立てとなったレースではスタートで大きく躓いて後方からの競馬となり、直線では追い込んだものの前2頭との差を詰め切れず3着となった。
その後は6月24日の帝王賞への出走を予定していたが、賞金順で除外されたため目標を7月12日のプロキオンステークスに変更。本レースは京都競馬場改修工事の影響で阪神での開催となっており、2017年の師走ステークス以来17戦ぶりの右回り出走となった。トップハンデの59kgを背負ったレースでは後方2番手に位置を取ると、直線では大外から一気に追い込んで優勝。上がり3ハロンはダート重賞勝ち馬歴代4位、「芝並み」の34秒4を記録した。
次走は連覇を目指し10月12日のマイルチャンピオンシップ南部杯に出走。1番人気に推されて中団から競馬を進めたが、先行したアルクトスとモズアスコットが日本レコードで粘り切る結果となった前残りの展開が向かず、4着に敗れた。続く11月14日の武蔵野ステークスでは後方待機から直線で一気に前を差し切り、2018年に続く同レース2勝目を挙げた。続くチャンピオンズカップは最後方からの競馬となり12着に終わった。

### 7歳（2021年）
前年と同じく年明け初戦となったフェブラリーステークスは最後方から伸びきれず11着に敗れる。続くかしわ記念はスタートが決まり好位から運んだが7着に敗れた。5か月ぶりの実戦となったマイルチャンピオンシップ南部杯も前走と同じく7着に敗れる。次走は金沢で行われたJBCスプリントに出走、道中最後方から直線で内から差し込んで追い込み2着に入った。続くチャンピオンズカップは後方から直線で外に持ち出して前に迫り5着となった。年末の東京大賞典は8着に終わった。

### 8歳（2022年）
5年連続出走となったフェブラリーステークスは最後方から伸びたが8着に敗れた。続くかしわ記念では後方追走も直線で伸びきれず6着、プロキオンステークスでは7着という結果に終わる。
秋に入り、4年連続での出走となったマイルチャンピオンシップ南部杯では道中中団で待機するもカフェファラオの6着。武蔵野ステークス9着を挟んで、12月4日のチャンピオンズカップに出走するも見せ場なく15着に沈んだ。
12月7日付けで競走馬登録を抹消、北海道新ひだか町のアロースタッドで種牡馬となる。

## 競走成績
以下の内容は、netkeiba.comの情報に基づく。
| 競走日     | 競馬場 | 競走名          | 格      | 距離（馬場）  | 頭 数 | 枠 番 | 馬 番 | オッズ （人気） | 着順 | タイム （上がり3F） | 着差 | 騎手      | 斤量 [kg] | 1着馬（2着馬）         | 馬体重 [kg] |
| ---------- | ------ | --------------- | ------- | ------------- | ----- | ----- | ----- | --------------- | ---- | ------------------- | ---- | --------- | --------- | ---------------------- | ----------- |
| 2016.11.26 | 東京   | 2歳新馬         |         | ダ1600m（重） | 16    | 5     | 10    | 001.50（1人）   | 01着 | R1:37.4（36.3）     | -0.2 | 0戸崎圭太 | 55        | （ショウブニデル）     | 546         |
| 0000.12.17 | 阪神   | 樅の木賞        | 500万下 | ダ1800m（稍） | 11    | 8     | 11    | 003.10（2人）   | 03着 | R1:54.1（37.3）     | -0.3 | 0松若風馬 | 55        | サンライズソア         | 548         |
| 2017.01.05 | 京都   | 3歳500万下      |         | ダ1800m（良） | 13    | 6     | 9     | 003.50（1人）   | 01着 | R1:52.5（37.1）     | -0.1 | 0松若風馬 | 56        | （タガノディグオ）     | 540         |
| 0000.03.18 | 阪神   | 若葉S           | OP      | 芝2000m（良） | 11    | 2     | 2     | 014.30（7人）   | 06着 | R2:01.1（36.2）     | -0.8 | 0松若風馬 | 56        | アダムバローズ         | 536         |
| 0000.04.02 | 中山   | 伏竜S           | OP      | ダ1800m（重） | 8     | 4     | 4     | 002.60（2人）   | 02着 | R1:53.3（37.5）     | -0.7 | 0松若風馬 | 56        | リゾネーター           | 532         |
| 0000.05.21 | 京都   | 鳳雛S           | OP      | ダ1800m（良） | 10    | 1     | 1     | 002.10（1人）   | 04着 | R1:52.0（38.5）     | -0.1 | 0松若風馬 | 56        | ローズプリンスダム     | 524         |
| 0000.06.18 | 東京   | ユニコーンS     | GIII    | ダ1600m（良） | 16    | 4     | 8     | 004.90（2人）   | 01着 | R1:35.9（35.4）     | -0.7 | 0戸崎圭太 | 56        | （ハルクンノテソーロ） | 526         |
| 0000.07.12 | 大井   | JDダービー      | JpnI    | ダ2000m（良） | 14    | 7     | 12    | 002.70（1人）   | 06着 | R2:06.8（39.2）     | -1.0 | 0戸崎圭太 | 56        | ヒガシウィルウィン     | 529         |
| 0000.10.09 | 東京   | グリーンCC      | OP      | ダ1400m（良） | 16    | 7     | 13    | 003.30（2人）   | 01着 | R1:22.2（34.7）     | -0.2 | 0内田博幸 | 54        | （ラインシュナイダー） | 526         |
| 0000.11.11 | 東京   | 武蔵野S         | GIII    | ダ1600m（良） | 16    | 3     | 6     | 003.10（1人）   | 12着 | R1:36.8（36.1）     | -1.3 | 0戸崎圭太 | 56        | インカンテーション     | 520         |
| 0000.12.09 | 中山   | 師走S           | OP      | ダ1800m（良） | 16    | 1     | 2     | 005.00（2人）   | 02着 | R1:52.7（37.2）     | -0.7 | 0戸崎圭太 | 56        | ディアデルレイ         | 532         |
| 2018.01.28 | 東京   | 根岸S           | GIII    | ダ1400m（重） | 13    | 5     | 8     | 003.00（1人）   | 02着 | R1:21.5（34.6）     | -0.0 | 0戸崎圭太 | 56        | ノンコノユメ           | 532         |
| 0000.02.18 | 東京   | フェブラリーS   | GI      | ダ1600m（良） | 16    | 8     | 16    | 007.10（3人）   | 04着 | R1:36.6（37.0）     | -0.6 | 0戸崎圭太 | 57        | ノンコノユメ           | 536         |
| 0000.04.21 | 東京   | オアシスS       | OP      | ダ1600m（良） | 16    | 2     | 3     | 001.80（1人）   | 02着 | R1:36.7（35.2）     | -0.0 | 0戸崎圭太 | 58        | ルグランフリソン       | 526         |
| 0000.05.26 | 東京   | 欅S             | OP      | ダ1400m（良） | 16    | 2     | 3     | 001.80（1人）   | 02着 | R1:24.1（34.4）     | -0.3 | 0戸崎圭太 | 58        | ドリームキラリ         | 536         |
| 0000.06.09 | 東京   | アハルテケS     | OP      | ダ1600m（良） | 16    | 4     | 7     | 002.10（1人）   | 01着 | R1:35.3（35.6）     | -0.1 | 0戸崎圭太 | 57.5      | （サンライズメジャー） | 530         |
| 0000.10.08 | 東京   | グリーンCC      | OP      | ダ1400m（良） | 16    | 4     | 7     | 001.60（1人）   | 01着 | R1:23.4（35.4）     | -0.1 | 0戸崎圭太 | 57        | （ナムラミラクル）     | 534         |
| 0000.11.10 | 東京   | 武蔵野S         | GIII    | ダ1600m（稍） | 16    | 2     | 4     | 002.90（1人）   | 01着 | R1:34.7（34.8）     | -0.2 | 0戸崎圭太 | 56        | （クインズサターン）   | 534         |
| 0000.12.02 | 中京   | チャンピオンズC | GI      | ダ1800m（良） | 15    | 4     | 7     | 010.00（5人）   | 06着 | R1:51.2（35.8）     | -1.1 | 0戸崎圭太 | 57        | ルヴァンスレーヴ       | 538         |
| 2019.01.27 | 東京   | 根岸S           | GIII    | ダ1400m（良） | 16    | 6     | 12    | 002.50（1人）   | 08着 | R1:24.6（34.6）     | -1.1 | 0戸崎圭太 | 57        | コパノキッキング       | 540         |
| 0000.02.17 | 東京   | フェブラリーS   | GI      | ダ1600m（良） | 14    | 5     | 7     | 016.70（6人）   | 07着 | R1:36.9（35.7）     | -1.3 | 0戸崎圭太 | 57        | インティ               | 546         |
| 0000.05.29 | 浦和   | さきたま杯      | JpnII   | ダ1400m（良） | 12    | 5     | 5     | 004.00（3人）   | 04着 | R1:26.4（37.1）     | -1.1 | 0戸崎圭太 | 56        | ウインムート           | 540         |
| 0000.07.07 | 中京   | プロキオンS     | GIII    | ダ1400m（稍） | 15    | 3     | 5     | 011.30（6人）   | 04着 | R1:21.7（35.4）     | -0.5 | 0松若風馬 | 57        | アルクトス             | 534         |
| 0000.10.14 | 盛岡   | MCS南部杯       | JpnI    | ダ1600m（良） | 16    | 2     | 3     | 016.50（4人）   | 01着 | R1:34.2（35.7）     | -0.3 | 0吉原寛人 | 57        | （アルクトス）         | 534         |
| 0000.11.09 | 東京   | 武蔵野S         | GIII    | ダ1600m（良） | 16    | 6     | 11    | 010.00（3人）   | 05着 | R1:35.2（36.5）     | -0.6 | 0森泰斗   | 59        | ワンダーリーデル       | 524         |
| 2020.02.23 | 東京   | フェブラリーS   | GI      | ダ1600m（良） | 16    | 5     | 9     | 006.80（3人）   | 03着 | R1:35.8（35.3）     | -0.6 | 0松山弘平 | 57        | モズアスコット         | 534         |
| 0000.05.05 | 船橋   | かしわ記念      | JpnI    | ダ1600m（良） | 7     | 6     | 6     | 005.00（3人）   | 03着 | R1:39.3（36.2）     | -0.7 | 0武豊     | 57        | ワイドファラオ         | 529         |
| 0000.07.12 | 阪神   | プロキオンS     | GIII    | ダ1400m（稍） | 16    | 3     | 6     | 011.00（5人）   | 01着 | R1:21.8（34.4）     | -0.3 | 0松若風馬 | 59        | （エアスピネル）       | 530         |
| 0000.10.12 | 盛岡   | MCS南部杯       | JpnI    | ダ1600m（稍） | 16    | 6     | 11    | 003.50（1人）   | 04着 | R1:33.1（35.0）     | -0.4 | 0松若風馬 | 57        | アルクトス             | 529         |
| 0000.11.14 | 東京   | 武蔵野S         | GIII    | ダ1600m（良） | 16    | 3     | 6     | 005.10（3人）   | 01着 | R1:35.0（35.4）     | -0.1 | 0松若風馬 | 58        | （ソリストサンダー）   | 530         |
| 0000.12.06 | 中京   | チャンピオンズC | GI      | ダ1800m（良） | 16    | 4     | 8     | 022.90（6人）   | 12着 | R1:50.9（37.0）     | -1.6 | 0松若風馬 | 57        | チュウワウィザード     | 534         |
| 2021.02.21 | 東京   | フェブラリーS   | GI      | ダ1600m（良） | 16    | 5     | 9     | 006.00（4人）   | 11着 | R1:35.7（35.9）     | -1.3 | 0松若風馬 | 57        | カフェファラオ         | 542         |
| 0000.05.05 | 船橋   | かしわ記念      | JpnI    | ダ1600m（稍） | 12    | 8     | 12    | 011.20（5人）   | 07着 | R1:40.8（40.2）     | -1.5 | 0松若風馬 | 57        | カジノフォンテン       | 531         |
| 0000.10.11 | 盛岡   | MCS南部杯       | JpnI    | ダ1600m（不） | 16    | 2     | 3     | 005.60（4人）   | 07着 | R1:36.1（36.7）     | -0.8 | 0松山弘平 | 57        | アルクトス             | 529         |
| 0000.11.03 | 金沢   | JBCスプリント   | JpnI    | ダ1400m（良） | 12    | 5     | 5     | 018.20（4人）   | 02着 | R1:25.2（35.2）     | -0.6 | 0吉原寛人 | 57        | レッドルゼル           | 535         |
| 0000.12.05 | 中京   | チャンピオンズC | GI      | ダ1800m（良） | 16    | 2     | 3     | 078.9（13人）   | 05着 | R1:51.0（36.3）     | -1.3 | 0松若風馬 | 57        | テーオーケインズ       | 534         |
| 0000.12.29 | 大井   | 東京大賞典      | GI      | ダ2000m（良） | 15    | 8     | 15    | 048.00（8人）   | 08着 | R2:05.9（38.8）     | -1.8 | 0松若風馬 | 57        | オメガパフューム       | 527         |
| 2022.02.20 | 東京   | フェブラリーS   | GI      | ダ1600m（重） | 16    | 4     | 8     | 036.8（12人）   | 08着 | R1:34.8（34.5）     | -1.0 | 0松若風馬 | 57        | カフェファラオ         | 536         |
| 0000.05.05 | 船橋   | かしわ記念      | JpnI    | ダ1600m（稍） | 14    | 7     | 11    | 023.40（7人）   | 06着 | R1:41.1（39.9）     | -2.2 | 0D.レーン | 57        | ショウナンナデシコ     | 531         |
| 0000.07.10 | 小倉   | プロキオンS     | GIII    | ダ1700m（稍） | 16    | 1     | 2     | 013.50（7人）   | 07着 | R1:44.7（37.9）     | -1.0 | 0松若風馬 | 58        | ゲンパチルシファー     | 534         |
| 0000.10.10 | 盛岡   | MCS南部杯       | JpnI    | ダ1600m（不） | 16    | 4     | 7     | 047.30（9人）   | 06着 | R1:35.9（37.1）     | -1.3 | 0山本聡哉 | 57        | カフェファラオ         | 536         |
| 0000.11.12 | 東京   | 武蔵野S         | GIII    | ダ1600m（良） | 16    | 3     | 5     | 069.4（13人）   | 09着 | R1:36.9（35.4）     | -1.3 | 0松若風馬 | 58        | ギルデッドミラー       | 532         |
| 0000.12.04 | 中京   | チャンピオンズC | GI      | ダ1800m（良） | 16    | 4     | 8     | 239.6（14人）   | 15着 | R1:53.4（37.2）     | -1.5 | 0松若風馬 | 57        | ジュンライトボルト     | 532         |

## 血統表
| サンライズノヴァの血統          | サンライズノヴァの血統                               | サンライズノヴァの血統                              | （血統表の出典）                                    | （血統表の出典） |
| 父系                            | ヘイロー系                                           | ヘイロー系                                          | ヘイロー系                                          | [ § 2 ]          |
| 父 ゴールドアリュール 1999 栗毛 | 父の父*サンデーサイレンス Sunday Silence 1986 青鹿毛 | Halo                                                | Hail to Reason                                      | Hail to Reason   |
| 父 ゴールドアリュール 1999 栗毛 | 父の父*サンデーサイレンス Sunday Silence 1986 青鹿毛 | Halo                                                | Cosmah                                              |                  |
| 父 ゴールドアリュール 1999 栗毛 | 父の父*サンデーサイレンス Sunday Silence 1986 青鹿毛 | Wishing Well                                        | Understanding                                       | Understanding    |
| 父 ゴールドアリュール 1999 栗毛 | 父の父*サンデーサイレンス Sunday Silence 1986 青鹿毛 | Wishing Well                                        | Mountain Flower                                     |                  |
| 父 ゴールドアリュール 1999 栗毛 | 父の母*ニキーヤ Nikiya 1993 鹿毛                     | Nureyev                                             | Northern Dancer                                     | Northern Dancer  |
| 父 ゴールドアリュール 1999 栗毛 | 父の母*ニキーヤ Nikiya 1993 鹿毛                     | Nureyev                                             | Special                                             |                  |
| 父 ゴールドアリュール 1999 栗毛 | 父の母*ニキーヤ Nikiya 1993 鹿毛                     | Reluctant Guest                                     | Hostage                                             | Hostage          |
| 父 ゴールドアリュール 1999 栗毛 | 父の母*ニキーヤ Nikiya 1993 鹿毛                     | Reluctant Guest                                     | Vaguely Royal                                       |                  |
| 母 ブライトサファイヤ 2000 栗毛 | 母の父*サンダーガルチ Thunder Gulch 1992 栗毛        | Gulch                                               | Mr. Prospector                                      | Mr. Prospector   |
| 母 ブライトサファイヤ 2000 栗毛 | 母の父*サンダーガルチ Thunder Gulch 1992 栗毛        | Gulch                                               | Jameela                                             |                  |
| 母 ブライトサファイヤ 2000 栗毛 | 母の父*サンダーガルチ Thunder Gulch 1992 栗毛        | Line of Thunder                                     | Storm Bird                                          | Storm Bird       |
| 母 ブライトサファイヤ 2000 栗毛 | 母の父*サンダーガルチ Thunder Gulch 1992 栗毛        | Line of Thunder                                     | Shoot a Line                                        |                  |
| 母 ブライトサファイヤ 2000 栗毛 | 母の母リアルサファイヤ 1986 黒鹿毛                   | *リアルシャダイ                                     | Roberto                                             | Roberto          |
| 母 ブライトサファイヤ 2000 栗毛 | 母の母リアルサファイヤ 1986 黒鹿毛                   | *リアルシャダイ                                     | Desert Vixen                                        |                  |
| 母 ブライトサファイヤ 2000 栗毛 | 母の母リアルサファイヤ 1986 黒鹿毛                   | ワールドサファイヤ                                  | *サーペンフロ                                       | *サーペンフロ    |
| 母 ブライトサファイヤ 2000 栗毛 | 母の母リアルサファイヤ 1986 黒鹿毛                   | ワールドサファイヤ                                  | トビノボリ                                          |                  |
| 母系(F-No.)                     | (FN:7-c)                                             | (FN:7-c)                                            | (FN:7-c)                                            | [ § 3 ]          |
| 5代内の近親交配                 | Hail to Reason 4×5=9.38%、Northern Dancer 4×5=9.38%  | Hail to Reason 4×5=9.38%、Northern Dancer 4×5=9.38% | Hail to Reason 4×5=9.38%、Northern Dancer 4×5=9.38% | [ § 4 ]          |
| 出典                            | 1. 2. 3. 4.                                          | 1. 2. 3. 4.                                         | 1. 2. 3. 4.                                         | 1. 2. 3. 4.      |

- 祖母リアルサファイヤは1989年フラワーカップ (GIII)の勝ち馬。その仔（母の半弟）に2007年フェブラリーステークス優勝馬で本馬と同じく松岡隆雄が所有していたサンライズバッカス、その半妹（母の叔母）サファイヤジョオーの孫にダート重賞4勝を挙げたマコトスパルビエロがいる。